# Man (geslacht)

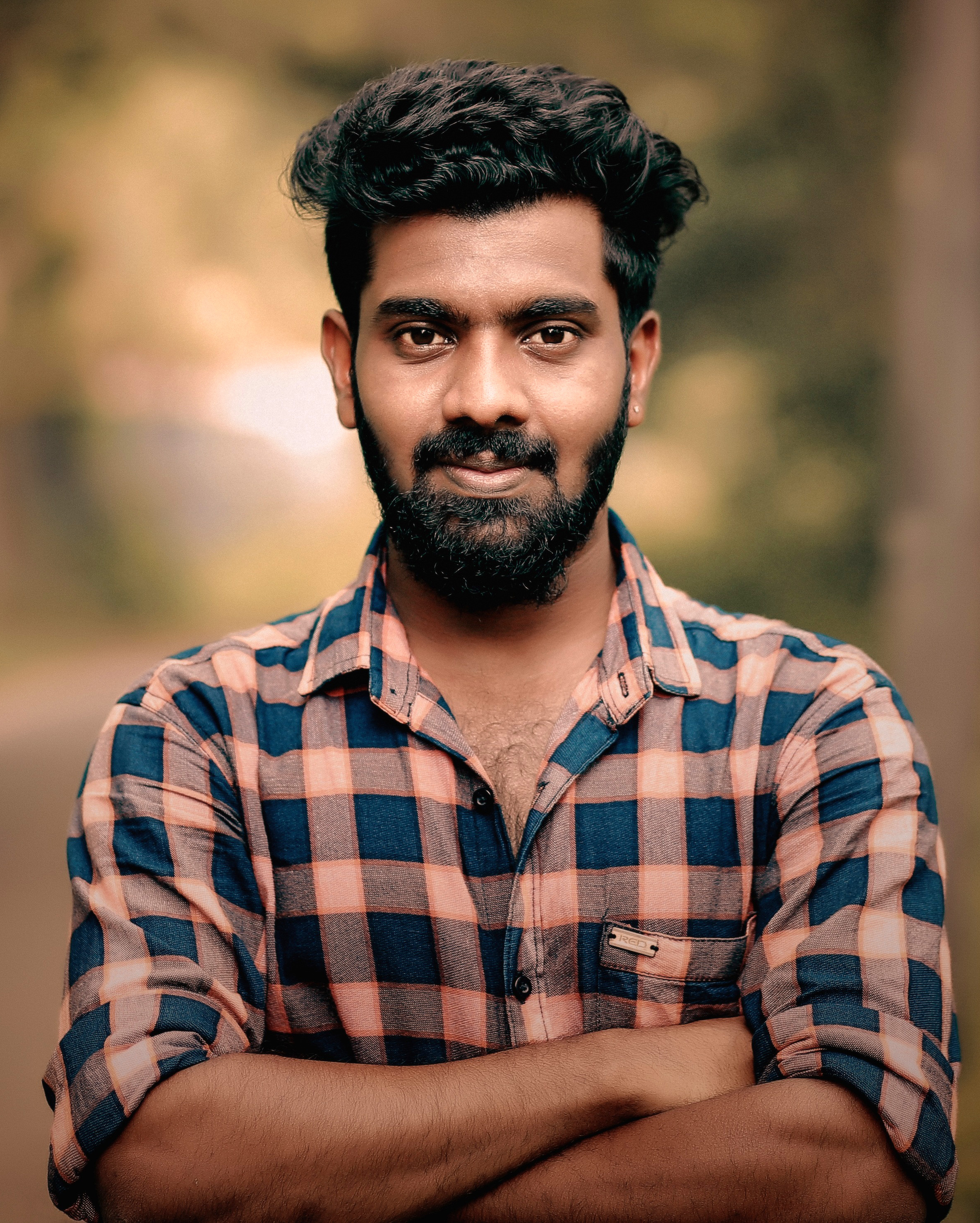
Een man met een halfdonkere huidskleur, een gemiddeld postuur en gezichtsbeharing

Een man  is een volwassen mens van het mannelijk geslacht.

## Specifiekere betekenissen
Met de term "man" bedoelt men in het Nederlands meestal een volwassen man, zoals deze zich in ieder geval lichamelijk heeft ontwikkeld in de puberteit. De term "jongen" verwijst naar een mannelijk kind. Het woord "man" wordt vaak geassocieerd met een zeker verantwoordelijkheidsgevoel waar jongere mannen nog niet klaar voor zijn; anderen voelen zich juist te oud om nog jongen te worden genoemd. Dat kan een reden zijn om geen van beide termen te gebruiken om een jonge man mee aan te duiden: het schatten van de leeftijd en de mate van verantwoordelijkheid zijn namelijk factoren die het gebruik van een van beide termen bemoeilijken. Sommigen geven dan ook de voorkeur aan het woord "jongeman", een tussenterm waarmee mannen worden aangeduid die aan het einde van de puberteit zitten (zie ook adolescentie).

## Geslacht en ontwikkeling

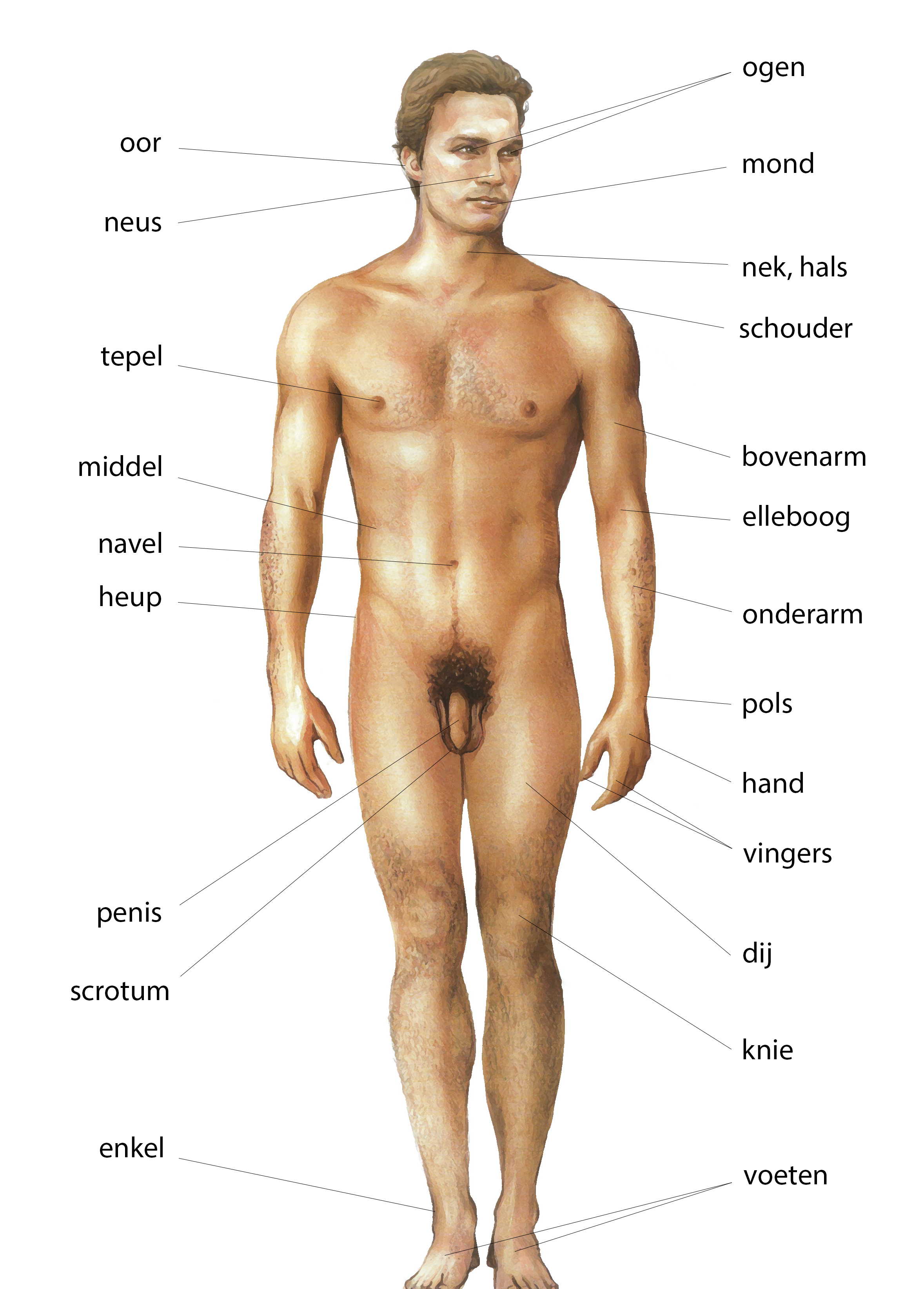
Illustratie van het mannelijk lichaam, met enkele anatomische delen aangegeven

De lichamelijke veranderingen van een man vinden vooral plaats tijdens en na de puberteit, de periode waarin een jongen zich ontwikkelt tot een volwassen man. Tijdens deze levensfase ontwikkelen zich de volgende secundaire geslachtskenmerken:
- Prominentere adamsappel en diepere stem
- Verhoogde spierontwikkeling
- Bredere schouders en borst
- Grotere handen en voeten dan vrouwen
- Stevigere huid
- Vet hoopt zich op rond de buik en taille
- Meer lichaamshaar
  - Ruitvormige pubisbeharing
  - Buik- en borsthaar
  - Beenhaar
  - Okselhaar
  - Gezichtshaar
- Over het algemeen een grotere lichaamslengte dan vrouwen

## Voortplantingssysteem
Een mannelijke mens heeft in de diploïde cellen (alle cellen behalve de geslachtscellen) een enkel X-chromosoom en een Y-chromosoom, en wordt gekenmerkt door de volgende geslachtsorganen:
- Penis met aan het einde de eikel. De penis kan een erectie (oprichting) vertonen door de zwellichamen die worden gevuld met bloed.
- Scrotum (balzak) met daarin de teelballen en bijballen
- Prostaat (voorstanderklier)
- Zaadleider
- Zaadblaasjes
- Cowperse klier

## Afwijkingen
- In vrij zeldzame gevallen worden mensen geboren zonder duidelijk mannelijke of vrouwelijke geslachtskenmerken; zie verder Intersekse.

- Sommige mensen die bij hun geboorte het vrouwelijke geslacht kregen toegewezen hebben een mannelijke genderidentiteit, zogeheten transgender mannen ofwel transmannen (in het omgekeerde geval is sprake van transvrouwen).

## Andere betekenissen

Symbool voor man, oorspronkelijk voor de planeet Mars.

- In het dagelijkse taalgebruik is "man" vaak een synoniem voor echtgenoot.
- Het verkleinwoord "mannetje" wordt vaak specifiek gebruikt om de mannelijke exemplaren van diersoorten aan te duiden (idem voor "vrouwtje").